# Бельмач, Андрей Николаевич
Андре́й Никола́евич Бе́льмач (род. 8 января 1967) — российский спортивный функционер. В 2001 году представлял на драфте НХЛ Илью Ковальчука, который стал № 1 мирового хоккейного рейтинга, Александра Свитова выбран под № 3 и Станислава Чистова выбран под № 5. Это драфт считается самым успешным в истории российского хоккея и описан в книге Валерия Ковальчука "От Твери до Атланты". В 2007 году заключил контракт с одним из лучших волейболистов мира Жилберту Амаури Годой-младшим (Жиба). В 2009 году представлял интересы российского теннисиста победителя юниорского турнира Уимблдона Андрея Кузнецова. В 2009 году снялся в художественном фильме "Миннесота" режиссёр Андрей Прошкин, автор сценария Александр Миндадзе.

## Биография
С 1985 по 1987 год — срочная служба в артиллерийских войсках Советской армии в городе Свободный.
В 1991 году — окончил Московский горный институт (Горный институт НИТУ «МИСиС»).
В 1992 году — администратор в команде ХК «Крылья Советов» (Москва).
В 1995—1997 годах — основал совместно с партнерами спортивное агентство «Sports Makers Agency» в Нью-Йорке.
С 1997 по 1999 год — спортивный менеджер (агент) по России и Европе в спортивном агентстве «Impact Sports Agency» (США).
В 1997—2001 годах организовал детскую хоккейную школу в Нью-Йорке.
С 1999 по 2003 год — спортивный агент по России в одной из ведущей мировой спортивной корпорации «SFX Sports Group».
В 2003 году основал в Москве агентство «Атлантик Менеджмент Спорт Групп».
С 2007 по 2013 год — преподавал в Государственном институте управления курс «менеджмент в игровых видах спорта».
С 2007 по 2009 год — генеральный менеджер в волейбольных клубах «Искра» и «Заречье-Одинцово» город Одинцово (Московская область).
С 2009 по 2013 год — генеральный директор в волейбольных клубах «Заречье-Одинцово» и «Искра». Под его руководством эти клубы становились чемпионами России и призёрами страны, финалистами Лиги чемпионов.
С 2013 по 2015 год — генеральный директор ХК «Югра». 21 февраля 2014 года ХК «Югра» выиграл свой первый в истории клуба международный турнир в городе Больцано (Италия). Памятный Кубок за первое место в турнире югорчанам вручил мэр Милана. В символическую лучшую пятерку турнира вошли защитник Михаил Швиденко и нападающий Вели-Матти Савинайнен.